# Bundestagswahlkreis Aschaffenburg
Der Wahlkreis Aschaffenburg (Wahlkreis 246; bis zur Bundestagswahl 2021 Wahlkreis 247) ist seit 1949 ein Bundestagswahlkreis in Bayern. Er umfasst die kreisfreie Stadt Aschaffenburg sowie den Landkreis Aschaffenburg. Der Wahlkreis wurde bisher bei allen Bundestagswahlen von den Direktkandidaten der CSU gewonnen.

## Wahlergebnisse

### Bundestagswahl 2025
Zur Bundestagswahl 2025 am 23. Februar wurden 12 Direktkandidaten und 17 Landeslisten zugelassen.
| Kandidaten                               | Kandidaten                   | Parteien/Listen     | Erststimmen | Erststimmen | Zweitstimmen | Zweitstimmen |
| Kandidaten                               | Kandidaten                   | Parteien/Listen     | Stimmen     | %           | Stimmen      | %            |
| ---------------------------------------- | ---------------------------- | ------------------- | ----------- | ----------- | ------------ | ------------ |
|                                          | Andrea Lindholzgewählt im WK | CSU                 | 67.592      | 43,8        | 58.806       | 38,0         |
|                                          | Manuel Michniok              | SPD                 | 19.006      | 12,3        | 19.697       | 12,7         |
|                                          | Niklas Wagener               | GRÜNE               | 18.230      | 11,8        | 17.251       | 11,2         |
|                                          | Karsten Klein                | FDP                 | 5.169       | 3,3         | 6.833        | 4,4          |
|                                          | Joachim Rausch               | AfD                 | 28.439      | 18,4        | 29.410       | 19,0         |
|                                          | Benno Friedrich              | FREIE WÄHLER        | 4.314       | 2,8         | 3.455        | 2,2          |
|                                          | Florian Hofmann              | Die Linke           | 7.335       | 4,8         | 9.277        | 6,0          |
|                                          | –                            | dieBasis            | –           | –           | 405          | 0,3          |
|                                          | –                            | Tierschutzpartei    | –           | –           | 1.509        | 1,0          |
|                                          | –                            | Die PARTEI          | –           | –           | 641          | 0,4          |
|                                          | Katrin Bauer                 | ÖDP                 | 1.078       | 0,7         | 492          | 0,3          |
|                                          | Marco Scholz                 | BP                  | 572         | 0,4         | 236          | 0,2          |
|                                          | Jan Keßler                   | Volt                | 1.650       | 1,1         | 1.177        | 0,8          |
|                                          | –                            | PdH                 | –           | –           | 111          | 0,1          |
|                                          | –                            | MLPD                | –           | –           | 70           | 0,0          |
|                                          | Burhan Gülmüs                | BÜNDNIS DEUTSCHLAND | 423         | 0,3         | 222          | 0,1          |
|                                          | –                            | BSW                 | –           | –           | 4.985        | 3,2          |
|                                          | Taoufik Hamid                | Einzelbewerber      | 527         | 0,3         | –            | –            |
| Gesamt                                   | Gesamt                       | Gesamt              | 154.335     | 100         | 154.577      | 100          |
|                                          |                              |                     |             |             |              |              |
| Ungültige Stimmen                        | Ungültige Stimmen            | Ungültige Stimmen   | 984         | 0,6         | 742          | 0,5          |
| Wähler                                   | Wähler                       | Wähler              | 155.319     | 86,2        | 155.319      | 86,2         |
| Wahlberechtigte                          | Wahlberechtigte              | Wahlberechtigte     | 180.280     |             | 180.280      |              |
|                                          |                              |                     |             |             |              |              |
| Quellen: Die Bundeswahlleiterin, Stimmen |                              |                     |             |             |              |              |

Kursive Direktkandidaten kandidieren nicht für die Landesliste, kursive Parteien treten ohne Landesliste an.

### Bundestagswahl 2021
Zur Bundestagswahl 2021 am 26. September wurden 14 Direktkandidaten und 26 Landeslisten zugelassen. Neben Andrea Lindholz (CSU), die das Direktmandat wieder erringen konnte, wurden auch Niklas Wagener (Grüne) und Karsten Klein (FDP) über die Landeslisten ihrer Parteien neu bzw. erneut in den Bundestag gewählt.
| Kandidaten                               | Kandidaten                        | Parteien/Listen      | Erststimmen | Erststimmen | Zweitstimmen | Zweitstimmen |
| Kandidaten                               | Kandidaten                        | Parteien/Listen      | Stimmen     | %           | Stimmen      | %            |
| ---------------------------------------- | --------------------------------- | -------------------- | ----------- | ----------- | ------------ | ------------ |
|                                          | Andrea Lindholzgewählt im WK      | CSU                  | 59.269      | 40,7        | 45.739       | 31,4         |
|                                          | Tobias Rainer Wüst                | SPD                  | 24.893      | 17,1        | 30.232       | 20,7         |
|                                          | Jörg Anton Baumann                | AfD                  | 13.954      | 9,6         | 13.716       | 9,4          |
|                                          | Karsten Klein                     | FDP                  | 11.683      | 8,0         | 16.199       | 11,1         |
|                                          | Niklas Wagener                    | GRÜNE                | 19.588      | 13,5        | 20.642       | 14,2         |
|                                          | Florian Hofmann                   | DIE LINKE            | 3.536       | 2,4         | 4.068        | 2,8          |
|                                          | Benjamin Joachim Michael Withauer | FREIE WÄHLER         | 5.087       | 3,5         | 5.718        | 3,9          |
|                                          | Katharina Dehn                    | ÖDP                  | 1.580       | 1,1         | 805          | 0,6          |
|                                          | -                                 | Tierschutzpartei     | –           | –           | 1.917        | 1,3          |
|                                          | Andreas Walter Karl Reiniger      | BP                   | 516         | 0,4         | 413          | 0,3          |
|                                          | Andreas Nikolas Portscher         | Die PARTEI           | 2.022       | 1,4         | 1.138        | 0,8          |
|                                          | -                                 | PIRATEN              | –           | –           | 551          | 0,4          |
|                                          | –                                 | NPD                  | –           | –           | 110          | 0,1          |
|                                          | –                                 | V-Partei³            | –           | –           | 151          | 0,1          |
|                                          | –                                 | Gesundheitsforschung | –           | –           | 210          | 0,1          |
|                                          | Bendrick Arnold                   | MLPD                 | 157         | 0,1         | 61           | 0,0          |
|                                          | –                                 | DKP                  | –           | –           | 35           | 0,0          |
|                                          | Sylvia Pflug                      | dieBasis             | 2.412       | 1,7         | 2.112        | 1,4          |
|                                          | –                                 | Bündnis C            | –           | –           | 74           | 0,1          |
|                                          | –                                 | III. Weg             | –           | –           | 80           | 0,1          |
|                                          | -                                 | du.                  | –           | –           | 120          | 0,1          |
|                                          | Holger Johannes Stenger           | LKR                  | 490         | 0,3         | 151          | 0,1          |
|                                          | -                                 | Die Humanisten       | –           | –           | 139          | 0,1          |
|                                          | –                                 | Team Todenhöfer      | –           | –           | 608          | 0,4          |
|                                          | -                                 | UNABHÄNGIGE          | –           | –           | 361          | 0,2          |
|                                          | –                                 | Volt                 | –           | –           | 370          | 0,3          |
|                                          | Ralf Josef Lembach                | Einzelbewerber       | 351         | 0,2         | –            | –            |
| Gesamt                                   | Gesamt                            | Gesamt               | 145.538     | 100         | 145.720      | 100          |
|                                          |                                   |                      |             |             |              |              |
| Ungültige Stimmen                        | Ungültige Stimmen                 | Ungültige Stimmen    | 1.234       | 0,8         | 1.052        | 0,7          |
| Wähler                                   | Wähler                            | Wähler               | 146.772     | 80,4        | 146.772      | 80,4         |
| Wahlberechtigte                          | Wahlberechtigte                   | Wahlberechtigte      | 182.652     |             | 182.652      |              |
|                                          |                                   |                      |             |             |              |              |
| Quellen: Die Bundeswahlleiterin, Stimmen |                                   |                      |             |             |              |              |

Kursive Direktkandidaten kandidieren nicht für die Landesliste, kursive Parteien sind nicht Teil der Landesliste.

### Bundestagswahl 2017
Zur Bundestagswahl 2017 am 24. September wurden 10 Direktkandidaten und 21 Landeslisten zugelassen. Andrea Lindholz (CSU) konnte den Wahlkreis zum zweiten Mal für sich entscheiden, ebenso wurde Karsten Klein (FDP) erneut über die Landesliste seiner Partei in den Bundestag gewählt.
| Direktkandidat        | Partei               | Erststimmen in % | Zweitstimmen in % |
| --------------------- | -------------------- | ---------------- | ----------------- |
| Andrea Lindholz       | CSU                  | 48,1             | 38,3              |
| Alexander Mosca Spatz | SPD                  | 16,6             | 17,6              |
| Niklas Wagener        | GRÜNE                | 9,2              | 9,4               |
| Karsten Klein         | FDP                  | 8,0              | 10,9              |
| Andreas Martin Kropp  | AfD                  | 10,5             | 11,6              |
| Georg Liebl           | LINKE                | 4,8              | 6,1               |
| -                     | FREIE WÄHLER         | -                | 1,7               |
| -                     | PIRATEN              | -                | 0,3               |
| Arno Bernhard Schmitt | ÖDP                  | 2,0              | 0,8               |
| -                     | BP                   | -                | 0,3               |
| -                     | NPD                  | -                | 0,3               |
| -                     | Tierschutzpartei     | -                | 0,9               |
| Bendrick Arnold       | MLPD                 | 0,2              | 0,1               |
| -                     | Büso                 | -                | 0,0               |
| -                     | BGE                  | -                | 0,1               |
| -                     | DiB                  | -                | 0,1               |
| -                     | DKP                  | -                | 0,0               |
| -                     | DM                   | -                | 0,2               |
| -                     | Die PARTEI           | -                | 0,9               |
| -                     | Gesundheitsforschung | -                | 0,2               |
| -                     | V-Partei³            | -                | 0,2               |
| Ralf Lembach          | Einzelbewerber       | 0,3              | -                 |
| Tim Leder             | Einzelbewerber       | 0,4              | -                 |

### Bundestagswahl 2013
Zur Bundestagswahl 2013 wurden folgende neun Direktkandidaten zugelassen. Andrea Lindholz (CSU) konnte den Wahlkreis dabei zum ersten Mal gewinnen und wurde somit Nachfolgerin des langjährigen Direktkandidaten für den Wahlkreis Norbert Geis.
| Direktkandidat             | Partei       | Erststimmen in % | Zweitstimmen in % |
| -------------------------- | ------------ | ---------------- | ----------------- |
| Andrea Lindholz            | CSU          | 52,4             | 47,7              |
| Andreas Parr               | SPD          | 25,1             | 22,0              |
| Helmut Martin Kaltenhauser | FDP          | 3,3              | 5,4               |
| Stefan Wagener             | GRÜNE        | 8,0              | 8,6               |
| Ibrahim Veziroglu          | Die Linke    | 2,8              | 3,6               |
| Lars Zillger               | PIRATEN      | 2,6              | 2,0               |
| Volker Cigelski            | NPD          | 1,7              | 1,2               |
| Rudolf Edelbert Lang       | ÖDP          | 1,2              | 0,6               |
| Helmut Georg Rehm          | Freie Wähler | 2,6              | 2,2               |
|                            | Sonstige     | 0,4              | 6,5               |

### Bundestagswahl 2009
Norbert Geis (CSU) konnte den Wahlkreis zum achten Mal in Folge gewinnen und Christine Scheel (Grüne) zog zum sechsten Mal in Folge über die Landesliste ihrer Partei in den Bundestag ein.
| Direktkandidat      | Partei                | Erststimmen in % | Zweitstimmen in % | Bundestagswahl 2005 Zweitstimmen in % |
| ------------------- | --------------------- | ---------------- | ----------------- | ------------------------------------- |
| Norbert Geis        | CSU                   | 42,8             | 40,1              | 47,0                                  |
| Andreas Parr        | SPD                   | 19,1             | 17,5              | 26,7                                  |
| Christine Scheel    | Bündnis 90/Die Grünen | 17,2             | 11,4              | 7,8                                   |
| Helmut Kaltenhauser | FDP                   | 11,5             | 15,7              | 10,5                                  |
| -                   | REP                   | -                | 1,3               | 1,5                                   |
| Reinhold Rückert    | Die Linke             | 6,1              | 6,7               | 3,5                                   |
| Udo Sieghart        | NPD                   | 2,1              | 1,3               | 1,1                                   |
| -                   | PBC                   | -                | 0,1               | 0,1                                   |
| -                   | BP                    | -                | 0,2               | 0,2                                   |
| Rudolf Lang         | ödp                   | 1,2              | 0,7               | -                                     |
| -                   | PIRATEN               | -                | 2,1               | -                                     |
| -                   | BüSo                  | -                | 0,0               | 0,1                                   |
| -                   | FAMILIE               | -                | 0,8               | 0,7                                   |
| -                   | MLPD                  | -                | 0,1               | 0,1                                   |
| -                   | Die Tierschutzpartei  | -                | 0,7               | -                                     |
| -                   | RRP                   | -                | 0,9               | -                                     |
| -                   | CM                    | -                | 0,1               | 0,0                                   |

## Wahlkreissieger seit 1949

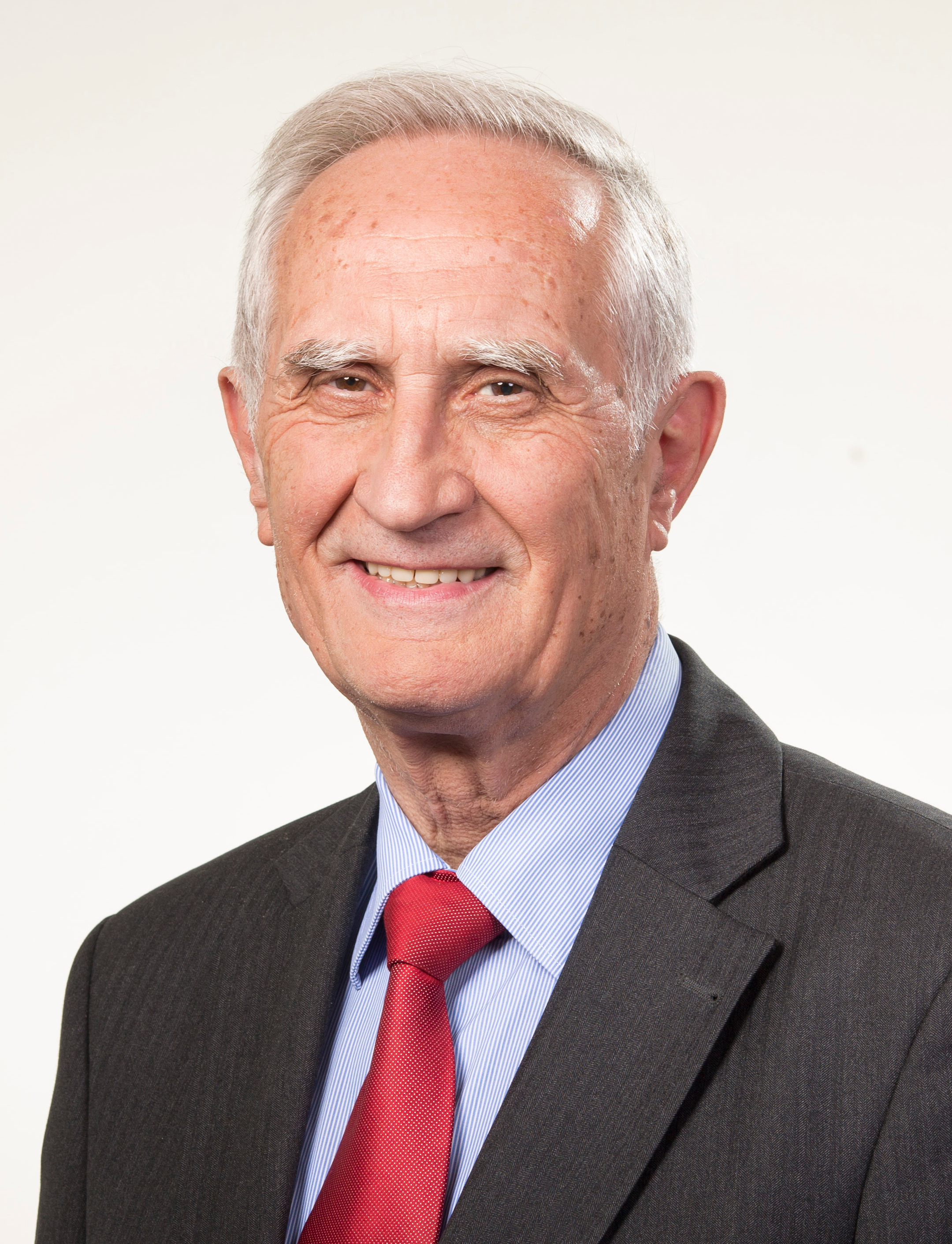
Norbert Geis, über 25 Jahre Abgeordneter des Wahlkreises, im Jahr 2012.

| Wahl | Name            | Partei |
| ---- | --------------- | ------ |
| 1949 | Hugo Karpf      | CSU    |
| 1953 | Hugo Karpf      | CSU    |
| 1957 | Karl-Heinz Vogt | CSU    |
| 1961 | Karl-Heinz Vogt | CSU    |
| 1965 | Karl-Heinz Vogt | CSU    |
| 1969 | Paul Gerlach    | CSU    |
| 1972 | Paul Gerlach    | CSU    |
| 1976 | Paul Gerlach    | CSU    |
| 1980 | Paul Gerlach    | CSU    |
| 1983 | Paul Gerlach    | CSU    |
| 1987 | Norbert Geis    | CSU    |
| 1990 | Norbert Geis    | CSU    |
| 1994 | Norbert Geis    | CSU    |
| 1998 | Norbert Geis    | CSU    |
| 2002 | Norbert Geis    | CSU    |
| 2005 | Norbert Geis    | CSU    |
| 2009 | Norbert Geis    | CSU    |
| 2013 | Andrea Lindholz | CSU    |
| 2017 | Andrea Lindholz | CSU    |
| 2021 | Andrea Lindholz | CSU    |

## Wahlkreisgeschichte
| Wahl      | Wahlkreisname     | Gebiet |
| --------- | ----------------- | --- |
| 1949      | 36 Aschaffenburg  | Stadt Aschaffenburg, Landkreis Aschaffenburg, Landkreis Miltenberg, Landkreis Obernburg, Landkreis Alzenau |
| 1953–1961 | 231 Aschaffenburg | Stadt Aschaffenburg, Landkreis Aschaffenburg, Landkreis Miltenberg, Landkreis Obernburg, Landkreis Alzenau |
| 1965–1972 | 233 Aschaffenburg | Stadt Aschaffenburg, Landkreis Aschaffenburg, Landkreis Miltenberg, Landkreis Obernburg                    |
| 1976–1998 | 233 Aschaffenburg | Stadt Aschaffenburg, Landkreis Aschaffenburg                                                               |
| 2002–2005 | 248 Aschaffenburg | Stadt Aschaffenburg, Landkreis Aschaffenburg                                                               |
| 2009–2021 | 247 Aschaffenburg | Stadt Aschaffenburg, Landkreis Aschaffenburg                                                               |
| 2025–     | 246 Aschaffenburg | Stadt Aschaffenburg, Landkreis Aschaffenburg                                                               |